# August Philipp Henneberger
August Philipp Henneberger (* 8. November 1902 in Kötzting; † 4. März 1980 ebenda) war ein deutscher Maler, Grafiker und Mitbegründer der Donau-Wald-Gruppe.

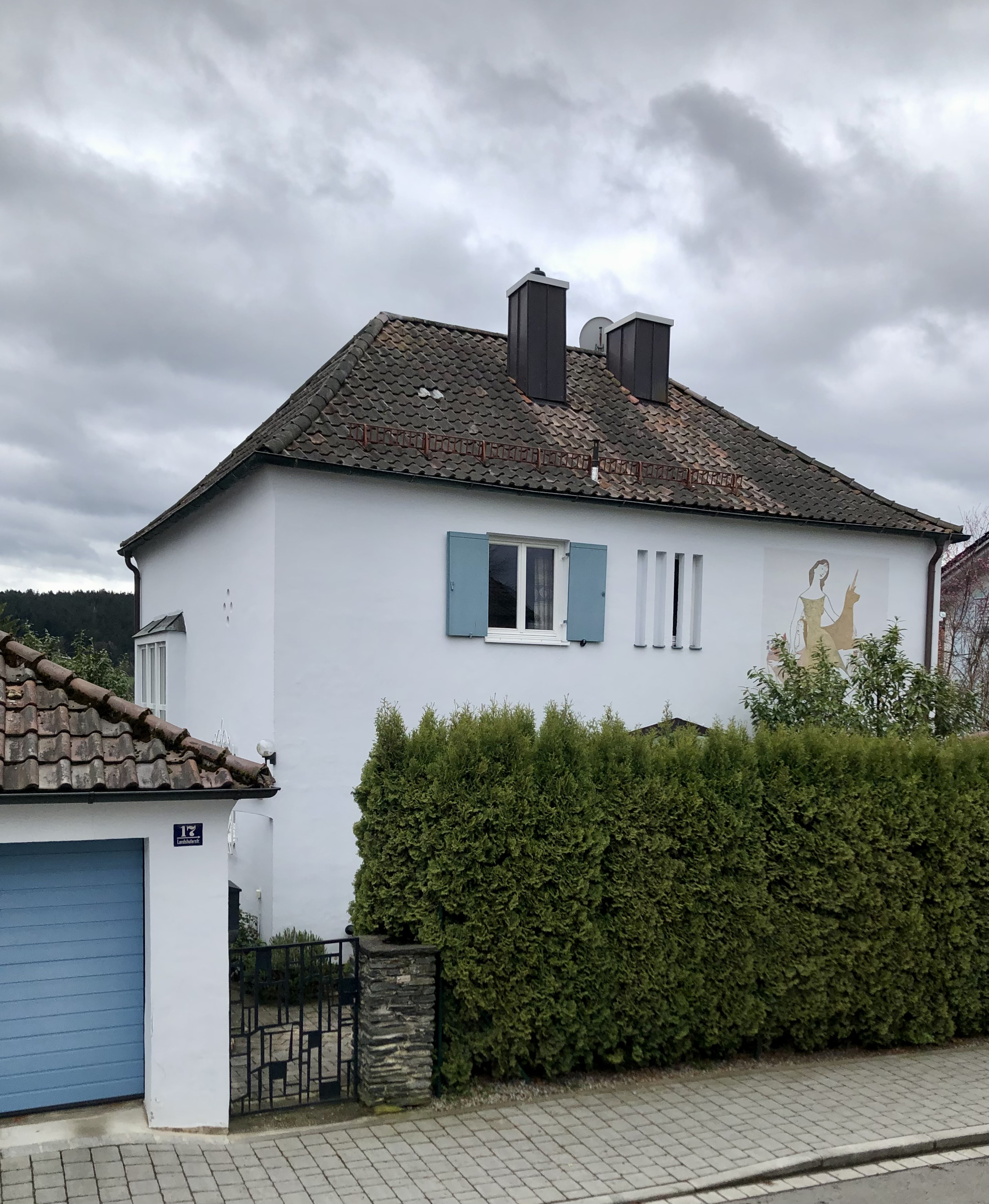
Haus Henneberger, Bad Kötzting

## Werdegang
August Henneberger war Sohn eines Fleischbeschauers und besuchte die Volksschule seiner Heimatstadt. Anschließend schloss er eine vierjährige Lehre als technischer Zeichner bei MAN in Nürnberg ab. Danach war er als Dekorations- und Porzellanmaler in Bonn und Berlin tätig. Nach einem Gesangsstudium in Berlin besuchte Henneberger 1925 die dortige Malschule Lovis Corinth und arbeitete als Bühnenmaler und Statist. 1927 wurde er an der Münchner Akademie angenommen und finanzierte sein Studium durch Zeichnungen für Zeitungen. Seine Lehrer an der Akademie waren Hermann Gröber und später Karl Caspar. 1932 wurde er mit dem Akademiepreis und einem Reisestipendium nach Schweden ausgezeichnet, musste aber 1934 die Akademie aufgrund einer aufmüpfigen Bemerkung verlassen.
Henneberger fand dennoch reichlich Beschäftigung als Freskomaler, nicht zuletzt in den während des NS-Regimes entstehenden Kasernen und Fliegerhorsten. Während des Zweiten Weltkrieges wurde Henneberger als Soldat dreimal verwundet, zuletzt war er Oberleutnant einer Flakeinheit. 1942 heiratete er eine Augenärztin, die nach dem Krieg in Kötzting ihre Augenarztpraxis wieder aufnahm.
1946 war er Mitbegründer der Donau-Wald-Gruppe. Er machte sich als Porträtmaler einen Namen und porträtierte viele bekannte Persönlichkeiten u. a. den damaligen Münchner Oberbürgermeister Thomas Wimmer. Henneberger malte auch Landschaften und Blumen, schuf Holzschnitte und Hinterglasbilder. In der Nachkriegszeit arbeitete er für die Neue Zeitung in München. Bei einem Berlinaufenthalt lernte Henneberger den expressionistischen Maler Emil Nolde kennen.

## Werk
Kunst am Bau:

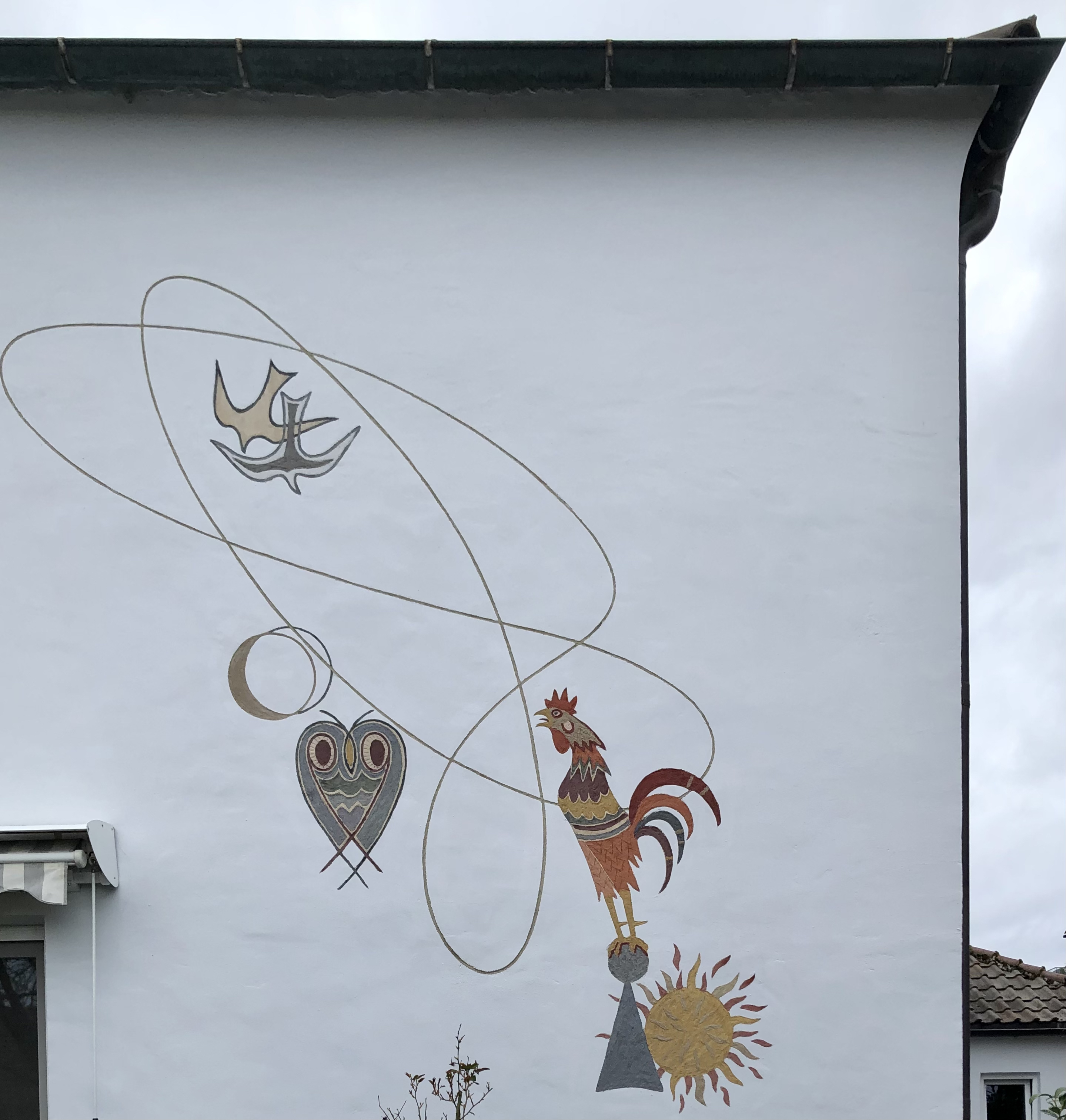
Haus Henneberger, Bad Kötzting

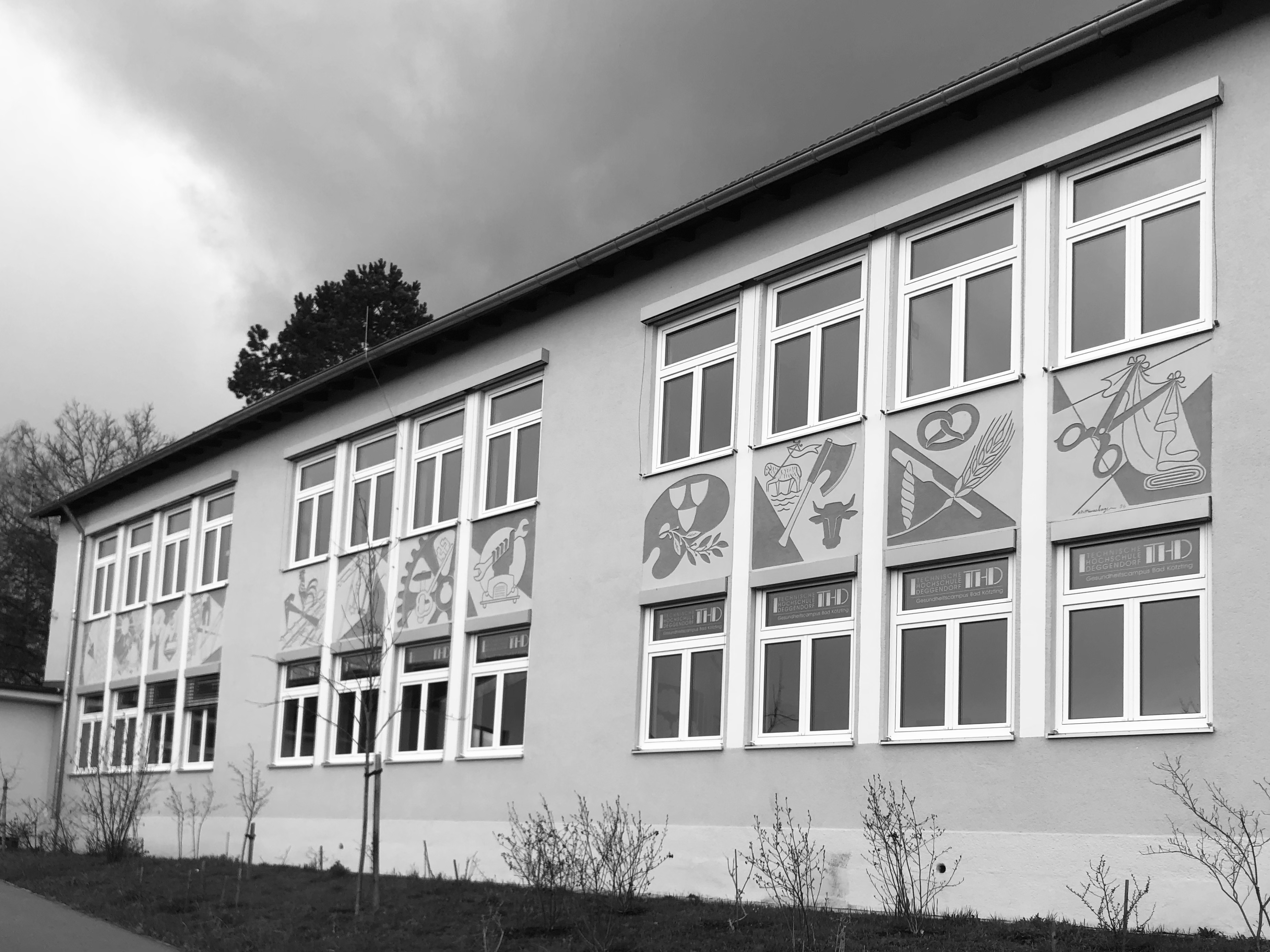
Sgraffito an der ehemaligen Berufsschule Kötzting

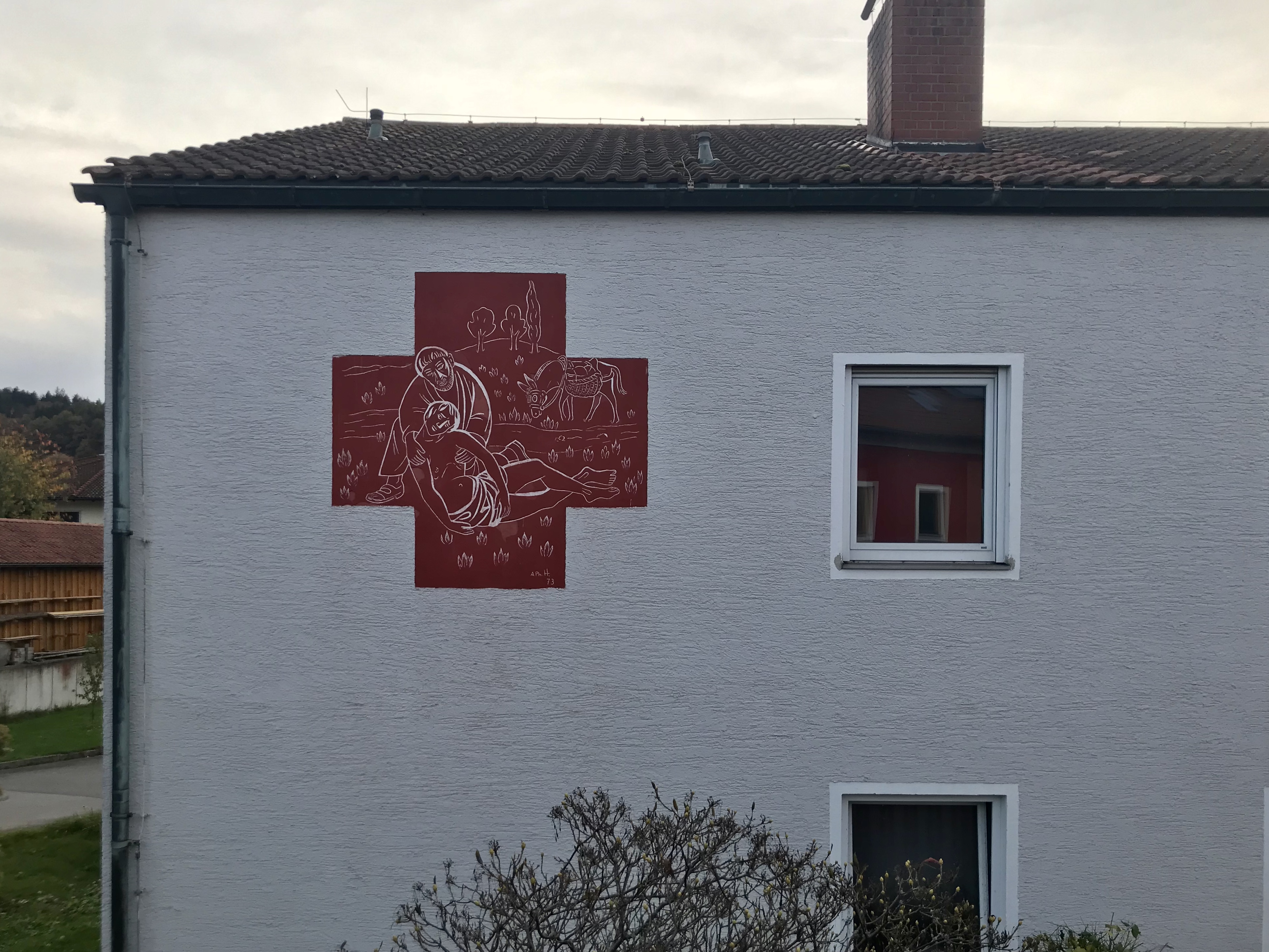
Sgraffito am Roten Kreuz, Bad Kötzting

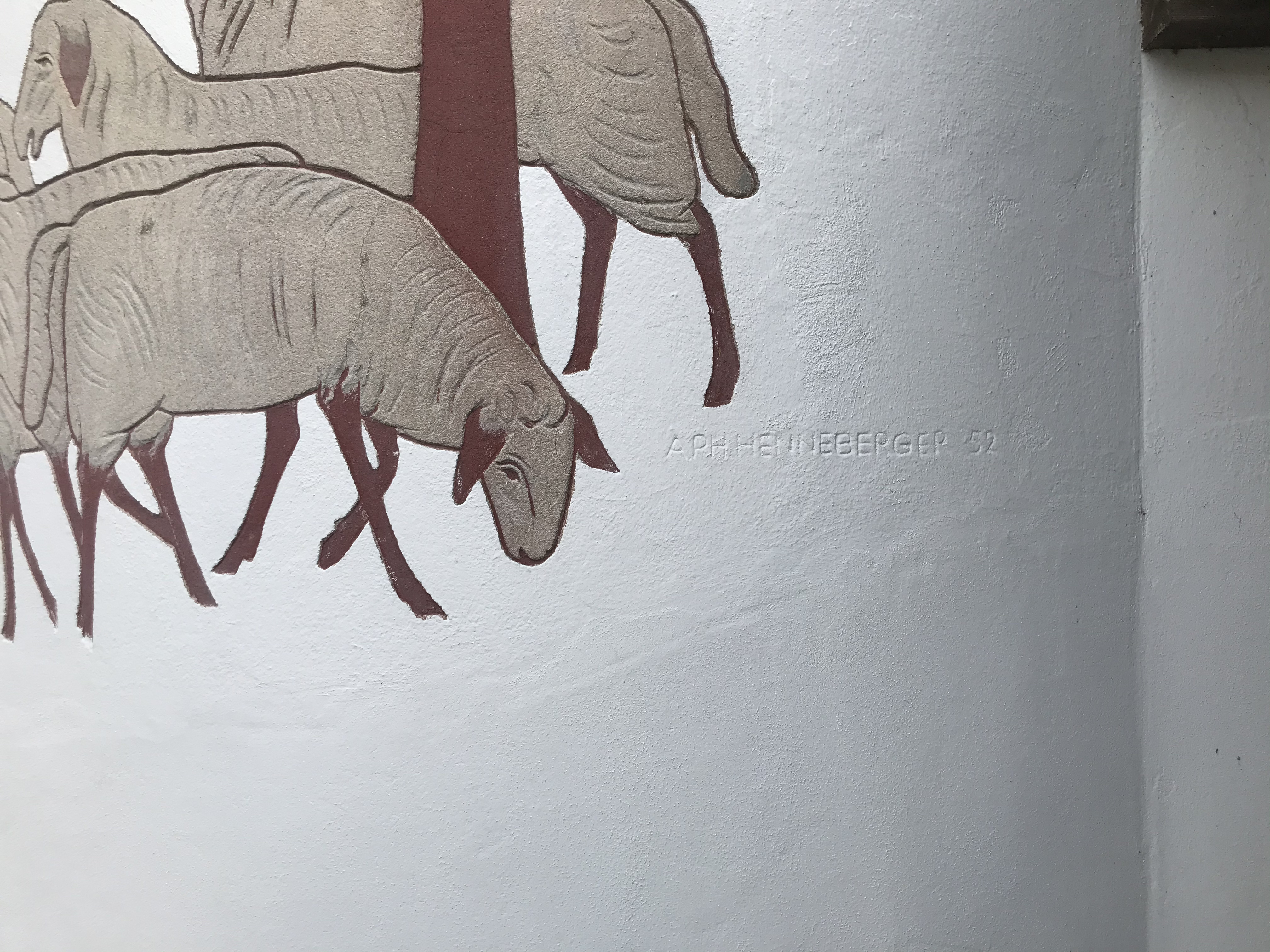
Sgraffito an der ehemaligen Berufsschule Kötzting – Turm Ludwigstraße, Bad Kötzting

- 1950er Jahre: 2 Sgraffitos am Haus Henneberger, Bad Kötzting
- 1952: Sgraffito an der ehemaligen Berufsschule Kötzting – Turm Ludwigstraße, Bad Kötzting
- 1956: Sgraffito an der ehemaligen Berufsschule Kötzting – Landshuter Straße 1A, Bad Kötzting
- 1973: Sgraffito am Roten Kreuz – Lehmgasse 10, Bad Kötzting
- undatiert: Malerei an der Kötztinger Zeitung, Bad Kötzting
- undatiert: 3 Sgraffitos – Reitensteiner Straße 2, Bad Kötzting
- undatiert: Aussegnungshalle (abgerissen)

Malerei:
- Der Blinde[3]
- Bretonischer Bauer[4]
- Blumengarten
- Landschaft
- Der Räuber Heigl[5]
- 1947: Frl. Vogel
- 1972: Wintersport in Kötzting

## Auszeichnungen und Preise
- 1972: Ehrenbürger der Stadt Kötzting[6]
- 1978: Kulturpreis des Bayerischen Wald-Vereins[7]

## Ausstellungen
- 1974: Kötztinger Kunstausstellung